# Prioro
Prioro és un municipi de la província de Lleó a la comunitat autònoma de Castella i Lleó. Forma part de la comarca de la Montaña Oriental.

## Demografia
| 1991 | 1996 | 2001 | 2004 |
| ---- | ---- | ---- | ---- |
| 574  | 512  | 441  | 437  |